# Forcipomyia unitheca
Forcipomyia unitheca är en tvåvingeart som beskrevs av Tokunaga 1959. Forcipomyia unitheca ingår i släktet Forcipomyia och familjen svidknott. Inga underarter finns listade i Catalogue of Life.